# 카레지네
카레지네(이탈리아어: Careggine)는 이탈리아 토스카나주 루카도에 있는 코무네이다.